# Historische Monumente und Stätten von Kaesŏng
Historische Monumente und Stätten von Kaesŏng ist eine von der UNESCO gelistete Stätte des Weltkulturerbes in Nordkorea. Die serielle Welterbestätte umfasst historische Denkmäler aus der Zeit des Königreichs Goryeo in der Stadt Kaesŏng und ihrer Umgebung.

## Hintergrund
Goryeo war ein mittelalterliches Königreich in Korea, von dessen Name die moderne Bezeichnung „Korea“ abgeleitet ist. Gegründet wurde das Reich 918 beim Auseinanderbrechen des Vereinigten Silla von König Wang Geon (posthum Taejo genannt) im Norden der Koreanischen Halbinsel aus dem Späteren Goguryeo. Es sah sich als Nachfolgestaat des 668 von Silla eroberten nördlichen Königreichs Goguryeo. 936 erobert Wang Geon die südlich gelegenen Landesteile Späteres Baekje und das restliche Silla, so dass sein Reich sich ab dann wie vorher das Vereinigte Silla über die gesamte Koreanische Halbinsel erstreckte. Hauptstadt des Königreichs war Songak, die später Kaesŏng genannte Stadt im heutigen Nordkorea.
Nach dem Tod von Gongmin Wang, dem 31. König der Goryeo-Dynastie, folgten Schattenkönige, während die eigentliche Macht bei den Generälen lag. General Yi Seong-gye zwang 1392 den letzten König zum Abdanken, machte sich selbst zum König und begründete damit die Joseon-Dynastie. Das Königreich wurde in Joseon umbenannt und die Hauptstadt in das 1394 gegründete Hanyang verlegt, das spätere Seoul im heutigen Südkorea.
In Kaesŏng liegen mehrere Stätten, die auf die Zeit des Königreichs Goryeo zurückgehen. Dazu zählen unter anderem der ehemalige Königspalast, Stadtmauern und ein Stadttor, zwei Schulen, ein Observatorium und Königsgräber. Diese Stätten gehören auch zu den Nationalschätzen Nordkoreas. Die Stadtplanung und Architektur der einzelnen Stätten zeigt eine Integration buddhistischer, konfuzianischer, daoistischer und geomantischer Konzepte.

## Einschreibung
Die Historischen Monumente und Stätten von Kaesŏng wurde 2013 aufgrund eines Beschlusses der 37. Sitzung des Welterbekomitees in die Liste des UNESCO-Welterbes eingetragen. Zur Begründung der herausragenden universellen Bedeutung heißt es unter anderem:

„Das Ensemble verkörpert die politischen, kulturellen, philosophischen und spirituellen Werte der Hauptstadt des vereinigten Goryeo-Staates beim Übergang von der buddhistischen zur konfuzianischen Philosophie durch die geomantische Anordnung der Stadt-, Palast- und Grabkomplexe, das städtische Verteidigungssystem aus Mauern und Toren und die Bildungseinrichtungen.“

Die Eintragung erfolgte aufgrund der Kriterien (ii) und (iii).

„Kriterium (ii): Die historischen Monumente und Stätten in Kaesong zeigen die Assimilation der kulturellen, spirituellen und politischen Werte der verschiedenen Staaten, die auf der Halbinsel vor Goryeo existierten, und den Austausch dieser Werte mit anderen benachbarten Königreichen über fünf Jahrhunderte hinweg.“

„Kriterium (iii): Die historischen Monumente und Stätten in Kaesong sind ein außergewöhnliches Zeugnis der Zivilisation des vereinigten Goryeo zu einer Zeit, als der Buddhismus in Ostasien dem Neokonfuzianismus wich.“

## Umfang
Die Welterbestätte umfasst mehrere Einzelstätten, die zwölf voneinander getrennte Areale bilden. Fünf dieser Areale sind voneinander getrennte Abschnitte der dreifachen Stadtmauern von Kaesŏng. Königspalast und Observatorium bilden ein zusammenhängendes Areal. Die einzelnen Areale haben insgesamt einen Schutzbereich von 494,2 Hektar und sind von einer gemeinsamen Pufferzone umgeben, die eine Fläche von 5.222,1 Hektar hat. Die meisten Areale liegen innerhalb der Stadt Kaesŏng, die Gräberkomplexe außerhalb der Stadt im westlich angrenzenden Landkreis Kaep’ung-gun.

## Einzelstätten
| Bezeichnung                                 | Bauzeit    | Schutzbereich | Anmerkungen | Bild             |
| ------------------------------------------- | ---------- | ------------- | --- | ---------------- |
| Manwoldae (Standort)                        | 919        | 43,5 ha       | Archäologische Stätte des Hauptpalasts des Königreichs Goryeo (Nationalschatz Nr. 122) | (weitere Bilder) |
| Kaesŏng Chomsongdae (Standort)              | 10. Jh.    | 43,5 ha       | Astronomisches und meteorologisches Observatorium am Westrand des Areals von Manwoldae (Nationalschatz Nr. 131) |                  |
| Mauern von Kaesŏng (Standort 1, 2, 3, 4, 5) | 9.–14. Jh. | 175,8 ha      | Fünf Areale mit Abschnitten der Palastmauer von 896, der Äußeren Stadtmauer von 1009–1029 und der Inneren Stadtmauer von 1391–1393 (Nationalschätze Nr. 129, 130) |                  |
| Namdaemun (Standort)                        | 1391–1393  | 0,5 ha        | Südliches Stadttor in der Inneren Stadtmauer (Nationalschatz Nr. 124) mit der ehemaligen Glocke des Yonbok-Tempels (Nationalschatz Nr. 136) | (weitere Bilder) |
| Koryo Songgyungwan (Standort)               | 1367       | 3,5 ha        | Ehemalige Ausbildungsstätte für nationale Beamte, Vorläufer der Koryo-Songgyungwan-Universität in Kaesŏng und der Sungkyunkwan-Universität in Seoul, seit 1987 Sitz des Koryo-Museums (Nationalschatz Nr. 127)                                                         | (weitere Bilder) |
| Sungyang Sowon (Standort)                   | 14. Jh.    | 2,9 ha        | Konfuzianische Privatschule (Nationalschatz Nr. 128) | (weitere Bilder) |
| Sonjuk-Brücke (Standort)                    | 10. Jh.    | 1,8 ha        | Steinbrücke, 1392 Ort der Ermordung von Jeong Mong-ju wegen seiner Treue zu der alten Dynastie. Das Areal umfasst auch die Phyochung-Denkmäler, zwei Gedenkstelen (von 1740 und 1872) an den Politiker in einem Pavillon westlich der Brücke. (Nationalschatz Nr. 159) |                  |
| Grab des Königs Wang Geon (Standort)        | 943        | 214,6 ha      | Grabhügel für Wang Geon (877–943), Gründer der Goryeo-Dynastie und des Königreichs Goryeo (Nationalschatz Nr. 179). Das Areal umfasst auch weitere Gräber im Sieben-Gräber-Cluster (12.–14. Jh., Standort) und im Myongrung-Cluster (Mitte 14. Jh., Standort).         | (weitere Bilder) |
| Grab des Königs Gongmin (Standort)          | 1365–1372  | 51,6 ha       | Doppelter Grabhügel für Gongmin Wang (1330–1374), 31. König der Goryeo-Dynastie, und seine Frau (Nationalschatz Nr. 123) | (weitere Bilder) |